# Cardaire
El cardaire, la clavellada, el morell, el piscat o la rajada (Leucoraja fullonica) és una espècie de peix de la família dels raids i de l'ordre dels raïformes.

## Morfologia
- Els mascles poden assolir 120 cm de longitud total i les femelles 111.
- Cos aplatat en forma de disc romboïdal.
- Rostre llarg i punxegut.[2][3]

## Reproducció
És ovípar i les femelles ponen càpsules d'ous, les quals presenten com unes banyes a la closca.

## Alimentació
Menja animals bentònics.

## Hàbitat
És un peix marí i d'aigües profundes (72°N-27°N, 24°W-34°E) que viu entre 30-550 m de fondària.

## Distribució geogràfica
Es troba des de Múrmansk (Rússia), Noruega, el sud d'Islàndia, les illes Fèroe, el nord de la Mar del Nord i Skagerrak fins al nord del Marroc, la Mediterrània occidental i Madeira.

## Observacions
És inofensiu per als humans.